# Serik Qonaqbajew

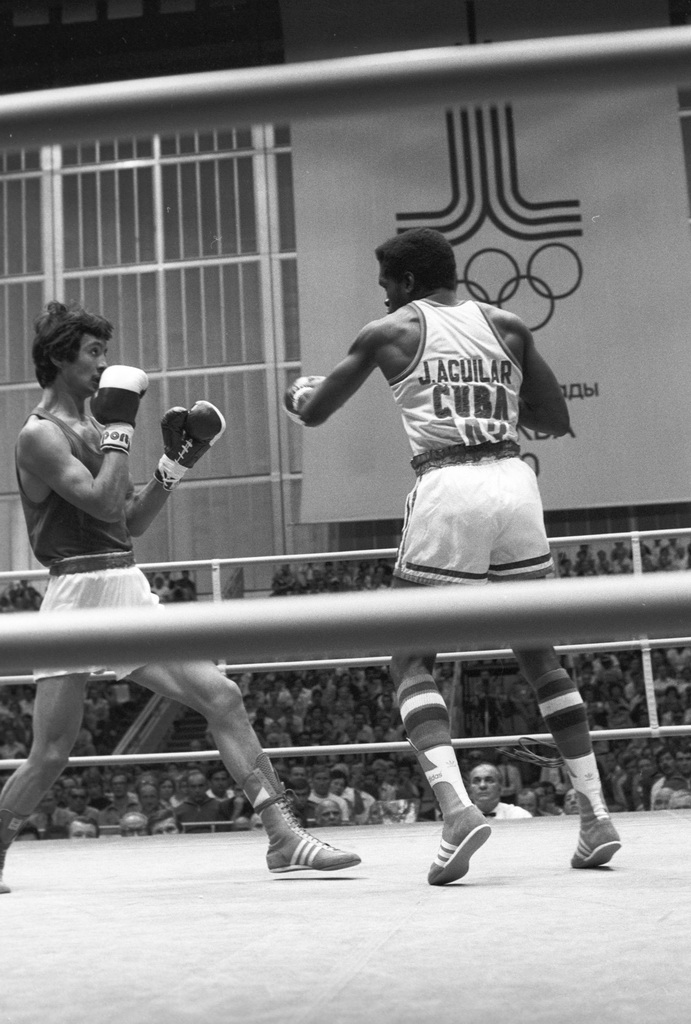
Serik Qonaqbajew gegen José Aguilar Pulsán 1980

Serik Kerimbekuly Qonaqbajew (kasachisch Серік Керімбекұлы Қонақбаев, russisch Серик Керимбекович Конакбаев Serik Kerimbekowitsch Konakbajew; * 25. Oktober 1959 in Pawlodar) ist ein ehemaliger sowjetisch-kasachischer Boxer. Er war Vize-Weltmeister 1982 im Weltergewicht, Gewinner der Silbermedaille im Halbweltergewicht bei den Olympischen Spielen 1980 in Moskau und zweifacher Europameister.

## Werdegang
Serik Qonaqbajew wuchs in Kasachstan auf. Er entwickelte sich dort zu einem hervorragenden Boxer, der schon 1978 in die sowjetische Nationalmannschaft der Boxer aufgenommen wurde. Seinen ersten internationalen Einsatz in dieser Nationalmannschaft absolvierte er im Februar 1979 in Lafayette, Vereinigte Staaten anlässlich eines Länderkampfes USA gegen die Sowjetunion. Er verlor dabei im Weltergewicht gegen Donald Bowers nach Punkten. Im Zweitstart in Troy in den Vereinigten Staaten wurde er Punktsieger über Don Curry.
1979 gewann er auch ein internationales Turnier in Alma-Ata mit einem Punktsieg im Finale über Alexei Galuschko, UdSSR. Überraschend wurde Serik Qonaqbajew, ohne vorher sowjetischer Meister gewesen zu sein, für die Europameisterschaft 1979 in Köln nominiert. Er trat dort im Halbweltergewicht (Klasse bis 63,5 kg Körpergewicht) an und erreichte mit Punktsiegen über Kazimierz Szczerba aus Polen, Peter Davitt aus Irland und einem Abbruchsieg in der 3. Runde über Karl-Heinz Krüger aus der DDR das Finale. In diesem wurde er mit 4:1 Punktrichterstimmen Sieger über den Italiener Patrizio Oliva und damit Europameister.
Bei den nach diesen Europameisterschaften stattfindenden sowjetischen Meisterschaften musste der frischgebackene Europameister dann im Halbfinale eine Punktniederlage gegen den Armenier Israel Akopkochjan hinnehmen und kam damit auf den 3. Platz. Er wurde trotz dieser Niederlage zum erstmals stattfindenden World Cup in New York entsandt. In New York besiegte er bei dieser fast einer Weltmeisterschaft gleichkommenden Veranstaltung Hugo Hernandez aus Kuba und Azumah Nelson aus Ghana jeweils durch Abbruch in der 2. Runde und siegte im Finale gegen Lemuel Steeples aus den USA nach Punkten.
Ende des Jahres 1979 gewann Serik Qonaqbajew in Belgrad im Halbweltergewicht mit einem Punktsieg über den starken Jugoslawen Mirko Puzović auch das Turnier um den Goldenen Gürtel von Belgrad.
1980 gewann er dann mit einem Sieg über Israel Akopkochjan zum ersten Mal die sowjetische Meisterschaft im Halbweltergewicht und qualifizierte sich damit für die Olympiamannschaft für die Spiele in Moskau. Dort siegte Serik Qonaqbajew über Simion Cuțov aus Rumänien nach Punkten, schlug Imre Bacskai aus Ungarn durch Abbruch in der 2. Runde, kam zu einem kampflosen Sieg über José Angel Molina aus Puerto Rico und gewann im Halbfinale gegen José Aguilar Pulsán aus Kuba mit 4:1 Richterstimmen nach Punkten. Im Finale traf er auf Patrizio Oliva, den er im Vorjahr im Endkampf der Europameisterschaft noch besiegt hatte. Dieses Mal drehte der Supertechniker Oliva den Spieß jedoch um und wurde Punktsieger und damit Olympiasieger. Serik Qonaqbajew gewann die Silbermedaille.
Im Jahre 1981 gewann Serik Qonaqbajew in Riga das Ausscheidungsturnier für die sowjetische Meisterschaft im Weltergewicht mit Siegen über Peter Galkin, Waleri Laptew und Israel Akopkochjan. An den eigentlichen sowjetischen Meisterschaften dieses Jahres konnte er aber dann wegen einer Verletzung nicht teilnehmen. Dazwischen lag die Europameisterschaft in Tampere, bei der er im Weltergewicht startete. Er besiegte nacheinander Joseph Fenlon aus Irland, Sreten Mirkovic aus Jugoslawien, Tibor Molnar aus Ungarn und Karl-Heinz Krüger aus der DDR und wurde zum zweiten Mal Europameister.

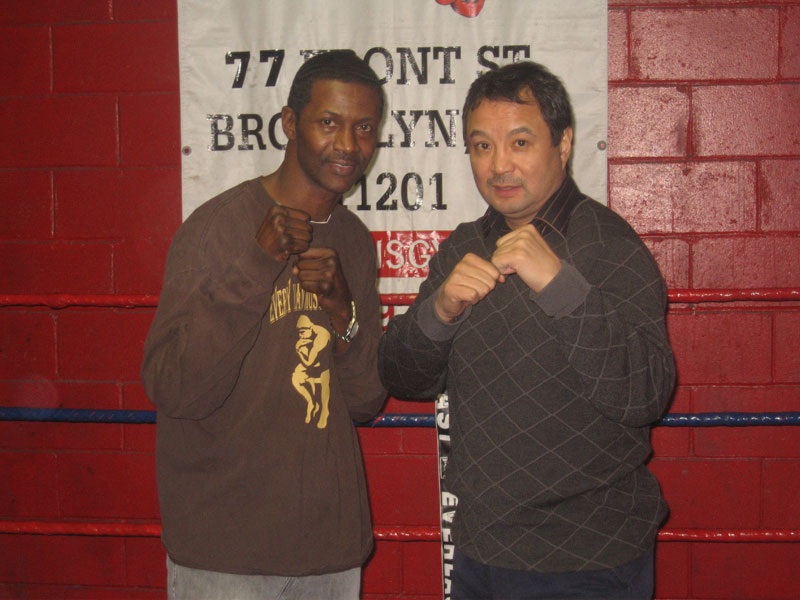
Mark Breland (links) und Serik Qonaqbajew 2010

Im Herbst des Jahres 1982 startete Serik Qonaqbajew in Montreal beim 2. World Cup und gewann dieses Turnier mit Siegen über Antonio Guerra, Venezuela, Louis Howard, USA und Ruschko Lomski, Bulgarien. Bei der Weltmeisterschaft dieses Jahres in München besiegte er Jose Louis Hernandez aus Kuba, Ganem Mahrum aus Israel und Roland Omoruyi aus Nigeria nach Punkten. Im Finale unterlag er aber gegen Mark Breland aus den USA klar mit 5:0 Punktrichterstimmen.
In den Jahren 1983 und 1984 wurde Serik Qonaqbajew jeweils sowjetischer Meister im Weltergewicht. Bei der Europameisterschaft 1983 wurde er aber nicht eingesetzt. Im Jahre 1984 fanden die Olympischen Spiele in Los Angeles statt, die von der Sowjetunion boykottiert wurden. Statt bei den Olympischen Spielen starteten die Faustkämpfer der sozialistischen Staaten bei einem „Freundschafts“-Turnier in Havanna. Serik Qonaqbajew siegte dort im Viertelfinale über Son Sun Ion aus Nordkorea nach Punkten und unterlag im Halbfinale gegen Jose Louis Hernandez.
Nach dieser Veranstaltung beendete Serik Qonaqbajew, Verdienter Meister des Sports, seine internationale Boxerlaufbahn und schloss ein Sportstudium ab. 1991 wurde er auf Anregung seines früheren sowjetischen Nationalstaffelkameraden Wiktor Agejew Präsident des Boxverbandes der Profiboxer von Kasachstan. Außerdem ist er Abgeordneter im Parlament der Republik Kasachstan.

## Länderkämpfe von Serik Qonaqbajew
- 1979 in Lafayette/USA, USA gegen UdSSR, Punktniederlage gegen Donald Bowers,
- 1979 in Troy/USA, USA gegen UdSSR, Punktsieger über Donald Curry,
- 1980 in Moskau, UdSSR gegen USA, Punktsieger über Darrel Chambers,
- 1982 in Moskau, UdSSR gegen USA, Punktsieger über Darryl Robinson,
- 1983 in Las Vegas, USA gegen UdSSR, Punktsieger über Louis Howard,
- 1984 in Moskau, UdSSR gegen USA, Punktsieger über Mylon Watkins